# Puinhelling

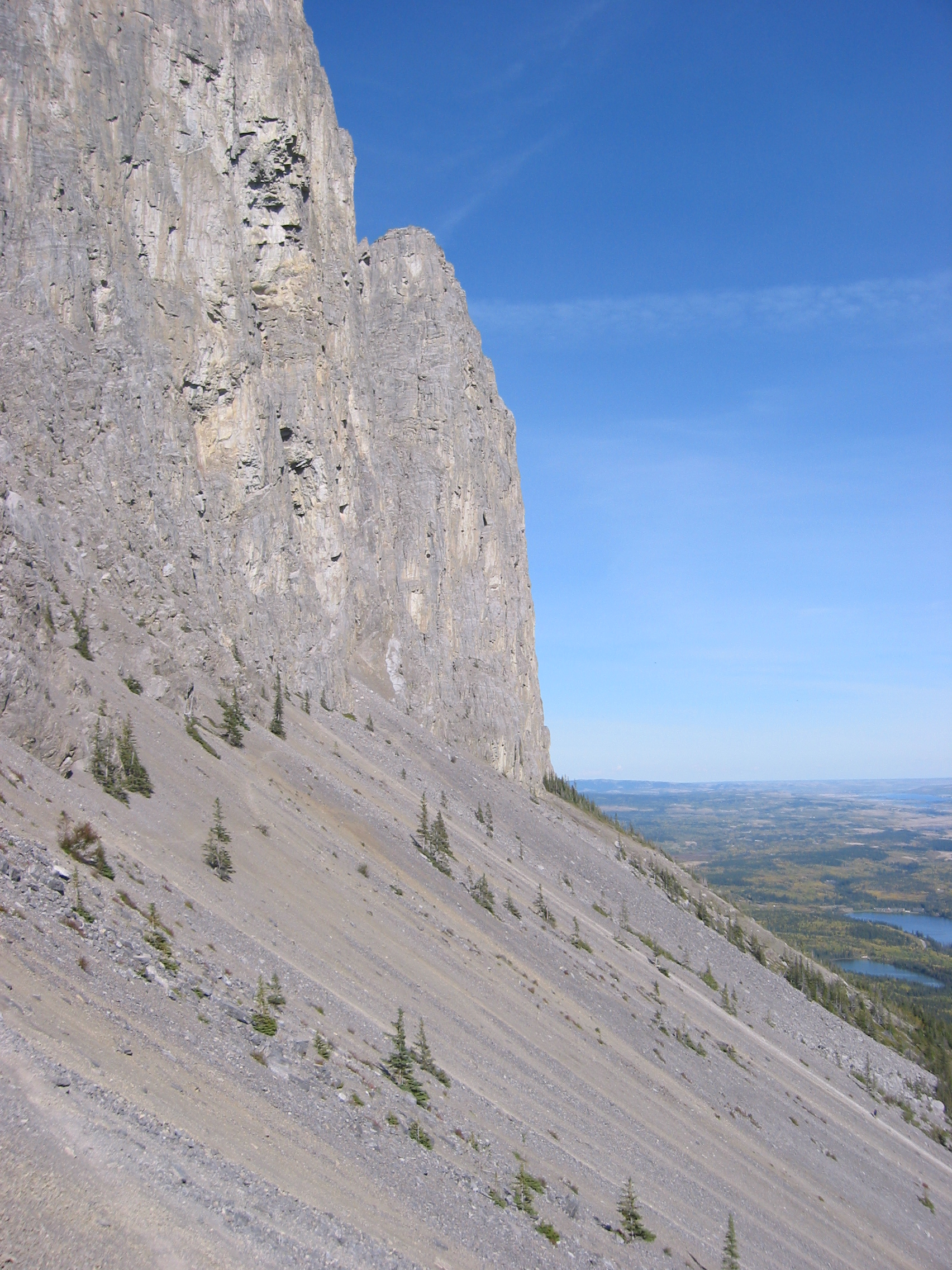
Puinhelling aan de voet van Mount John Laurie, Canada

Een puinhelling is een helling die bestaat uit gebroken stenen aan de voet van een steile rotswand of onderaan een ravijn. De hellingshoek wordt bepaald door de grootte van het puin.
Het afdalen van een puinhelling is relatief makkelijk doordat het puin de mogelijkheid geeft om op een soortgelijke manier als skiën naar beneden te gaan. Bergopwaarts de puinhelling betreden is veelal een lastigere en zwaardere aangelegenheid omdat men de neiging heeft in het puin te verzakken.
De stenen waaruit de helling bestaat ontstaan meestal door het uitzetten en inkrimpen van grote stenen gedurende perioden van vorst en dooiing, wat kleine scheurtjes in de stenen tot gevolg heeft. Op deze manier kan er water sijpelen in deze kleine scheurtjes. Wanneer het 's nachts koud genoeg wordt om dit water te laten bevriezen, zet het water uit en gedraagt zich dan als een wig die de steen uiteendrijft. De herhaling van dit proces kan leiden tot significante mechanische verwering.
Voor bergbeklimmers is het betreden van een puinhelling niet geheel zonder gevaar. Zwaartekracht zorgt ervoor dat er constant stenen van de helling afrollen.
Er zijn ook puinhellingen aanwezig op andere planeten en manen. Het is niet ongewoon dat puinhellingen worden gevormd rond recent gevormde kraters.
Een bekend voorbeeld van een puinhelling die is ontstaan door menselijk toedoen, is die onder Mount Rushmore.